# Cap Lopez

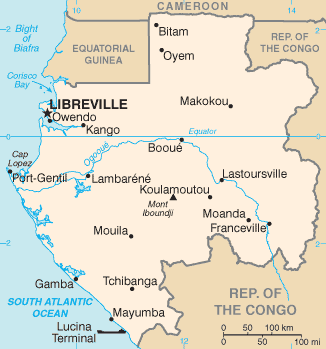
Übersichtskarte von Gabun, ganz links Cap Lopez

Das Cap Lopez ist eine flache Landspitze oder Kap am Ende einer langgezogenen Insel im Delta des Ogooué. Es liegt an der Atlantik-Küste des westafrikanischen Gabun, nordwestlich der Stadt Port-Gentil. Das Kap ist der westlichste Punkt Afrikas südlich des Äquators und der südliche Endpunkt der Bucht von Bonny (ehemals Bucht von Biafra).
Auf der Landspitze befindet sich ein Leuchtturm. Ebenfalls dort befindet sich auf der Ostseite der Halbinsel eine Erdöl-Raffinerie der Sogara (Société Gabonaise de Raffinage), sowie ein Öl-Hafen, über den nahezu der gesamte Export dieses Rohstoffs aus Gabun erfolgt. Die Betreiber sind ein Konsortium unter französischer Führung der Konzerne Total, ExxonMobil und Pizo-Shell. Der Hafen wurde noch während der französischen Kolonialzeit 1957/1958 errichtet. 1967 wurde auch eine Erdölraffinerie errichtet. Die Erdölförderung, die in Gabun 1998 noch 17 Millionen Tonnen betrug, reduzierte sich 2003 auf 12,5 Millionen Tonnen mit weiter rückläufiger Tendenz.
Koordinaten: 0° 37′ 28″ S, 8° 42′ 29″ O